# Les Ventes-de-Bourse
Les Ventes-de-Bourse – miejscowość i gmina we Francji, w regionie Normandia, w departamencie Orne.
Według danych na rok 1990 gminę zamieszkiwały 134 osoby, a gęstość zaludnienia wynosiła 6 osób/km² (wśród 1815 gmin Dolnej Normandii Les Ventes-de-Bourse plasuje się na 752. miejscu pod względem liczby ludności, natomiast pod względem powierzchni na miejscu 88.).